# Anil Menon
Anil Madhavan Samoilenko Menon (Minneapolis, 15 ottobre 1976) è un astronauta statunitense.
Nel 2021 venne selezionato dalla NASA come candidato astronauta del Gruppo 23. Iniziò l'addestramento astronautico di base al Johnson Space Center nel gennaio 2022 e lo concluse nel marzo 2024.
Il 1º luglio 2025 venne ufficialmente assegnato alla missione Sojuz MS-29 (Expedition 75) con partenza prevista per giugno 2026.